# Непомнящий, Тихон Алексеевич
Тихон Алексеевич Непомнящий (23 августа 1924, Зиновьевск, Украинская ССР — 6 июня 1997, Москва) — советский, российский кинодраматург, прозаик. Заслуженный работник культуры РСФСР (1984).

## Биография
Родился 23 августа 1924 года в Зиновьевске, Украинская ССР. С началом Великой Отечественной войны, будучи 16-летним, ушёл добровольцем на фронт. Прошёл всю войну. Был ранен, контужен. За свои боевые подвиги был награждён орденами Отечественной войны I и II степени. Получил звание гвардии старший лейтенант.
В 1949 году окончил сценарный факультет ВГИКа (мастерская Е. И. Габриловича). Автор сценариев научно-популярных, документальных и игровых фильмов.